# Мариго
Мариго (фр. Marigot) је главни град француског дела острва Свети Мартин. Налази се на западу, у заливу Мариго. У прошлости је било рибарско место подигнуто на мочвари, а у XVII веку подигнута је и тврђава „Свети Луј“ у близини. Данас у граду живи око 5.700 становника. Мариго је познат по бројним пијацама свеже рибе, воћа и поврћа.

## Демографија
| 2006. |
| ----- |
| 5.700 |